# فرانکنبورگ ام هوسروک
فرانکنبورگ ام هوسروک (به آلمانی: Frankenburg am Hausruck) یک منطقهٔ مسکونی در اتریش است که در ناحیه وکلابروک واقع شده‌است. فرانکنبورگ ام هوسروک ۴۹ کیلومتر مربع مساحت دارد ۵۱۹ متر بالاتر از سطح دریا واقع شده‌است.